# Ramoulu
Ramoulu é uma comuna francesa na região administrativa do Centro, no departamento de Loiret. Estende-se por uma área de 11,76 km². Em 2010 a comuna tinha 258 habitantes (densidade: 21,9 hab./km²).